# 涂楗
涂楗（1488年—？），字良翰，號澄山，江西南昌府豐城縣人，匠籍，明朝政治人物。

## 生平
嘉靖元年（1522年）壬午科江西鄉試第二十五名舉人。嘉靖八年（1529年）中式己丑科會試第三十四名，登第二甲第二十一名進士。歷官工部都水司郎中，十八年九月升廣東按察司副使。

## 家族
曾祖涂永載，封監察御史；祖父涂觀，曾任知州；父涂昪，曾任按察司副使。母鄒氏（贈孺人）；繼母喻氏（封孺人）；繼母王氏。慈侍下。